# Pico dos Bodes
O Pico dos Bodes é uma elevação portuguesa de origem vulcânica localizada na localidade de Faial da Terra, concelho da Povoação, ilha de São Miguel, arquipélago dos Açores.

Este acidente geológico tem o seu ponto mais elevado a 460 metros de altitude acima do nível do mar.